# Xoán Vidal Martínez
Xoán Vidal Martínez (Salcedo, 29 de marzo de 1904 - Pontevedra, 19 de junio de 1994) fue un poeta gallego nacido, perteneciente a la generación del 25 gallega, junto a Luis Amado Carballo y José María Álvarez Blázquez. 

## Biografía
Publicó en gallego Mágoas, y en castellano Alcor y Los senderos inútiles. Fundó las revistas Hebe, Alborada y Cristal, la primera de corte nacionalista, las dos últimas exclusivamente literarias.

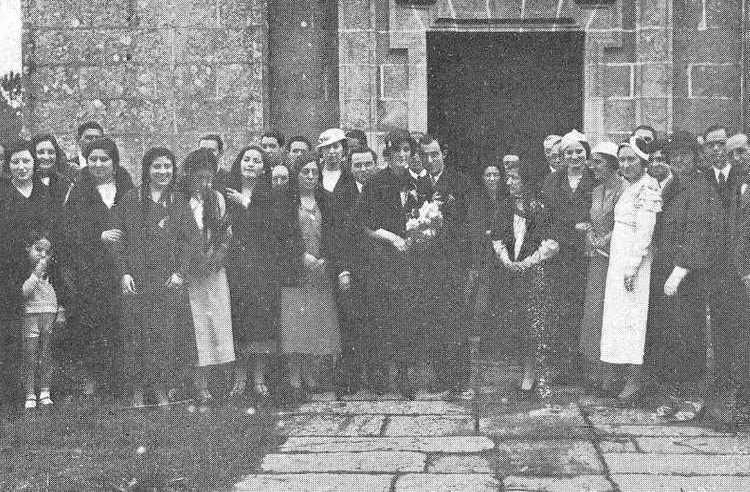
Boda de Xoán Vidal Martínez con Aurora Caramés Monteagudo, Salcedo 1933

Cofundador del Partido Galeguista de Pontevedra (luego integrado en el Partido Galeguista) junto con Castelao, del que llegó a ser presidente. Represaliados él mismo y sus compañeros de generación tras la guerra civil española, ejecutados algunos, exiliados otros, prácticamente dejó la poesía para dedicarse a su trabajo como maestro, en el que no dejó de intentar mantener la enseñanza en lengua vernácula.
Es de importancia mencionar que fue hermano de la poeta y escritora gallega Aurora Vidal Martínez, muy conocida por su obra de teatro Camino a Belén. También fue padre de María Dolores Aurora Vidal Caramés.
Murió en Pontevedra en el año 1994.